# Campeonato Sul-Mato-Grossense de Futebol de 2019 - Série B
O Campeonato Sul-Mato-Grossense de Futebol de 2019 - Série B foi a 20ª edição da segunda divisão do futebol sul-mato-grossense. A competição foi realizada entre os meses de outubro e dezembro e contou com a presença de três equipes.
As duas equipes melhores colocadas na classificação geral ao fim da competição, conquistaram as duas vagas ao Campeonato Sul-Mato-Grossense de Futebol de 2020. A principio os dois times ascenderiam, porém com a desistência do Sete de Dourados, as três equipes que disputaram o campeonato classificaram-se automaticamente para o certame.

## Previsões do Campeonato
Inicialmente eram esperadas 8 equipes para a disputa, mas não ocorreu.
Os times da capital CENE e Moreninhas chegaram a ser inscritos mas desistiram. 
A tabela foi publicada apenas com três equipes: Maracaju, Cena e Pontaporanense.

## Formato

### Regulamento
Fase Única
As três equipes irão jogar em um grupo único no sistema de turno e returno, promovendo as duas melhores equipes ao Campeonato Sul-Mato-Grossense de Futebol de 2020.

### Critério de desempate
Os critérios de desempate serão aplicados na seguinte ordem:
1. Maior número de vitórias;
2. Maior saldo de gols;
3. Maior número de gols pró;
4. Confronto direto entre as associações;
5. Menor número de cartões vermelhos recebidos;
6. Menor número de cartões amarelos recebidos;
7. Sorteio.

## Fase Única
|  | Equipes classificadas às finais |
|  | Equipes eliminadas              |

### Desempenho por rodada
Clubes que lideraram a classificação ao final de cada rodada:
| 1   | 2 | 3 | 4 |
| PON |   |   |   |

Clubes que ficaram na última posição do campeonato ao final de cada rodada:
| 1   | 2 | 3 | 4 |
| CEN |   |   |   |

## Premiação
| Campeonato Sul-Mato-Grossense de Futebol Série B de 2019 |
| Dourados                                                 |
| -------------------------------------------------------- |
| Pontaporanense Campeão (1º título)                       |